# Nesselande (metrostation)
Het Rotterdamse metrostation Nesselande is het eindpunt van metrolijn B in de gelijknamige wijk Nesselande in het stadsdeel Prins Alexander. Vanaf dit station vertrekken metro's in de richting Hoek van Holland Strand, hoewel de helft van de metro's op lijn B in deze richting station Steendijkpolder als eindpunt heeft.
Het station is ontworpen door architect Hans Moor, en is op 29 augustus 2005 geopend door onder anderen Leontien van Moorsel (op dat moment inwoonster van Nesselande), Wilfried de Jong en VVD wethouder Stefan Hulman. De opening vond plaats door een speciale rit met een platte werkwagen met daarop fietsend Leontien van Moorsel, die het metrorijtuig het viaduct opreed.
Onder de perrons bevindt zich de stationshal waar ook een kantoortje gevestigd is. Tevens staat er op het perron een kleine personeelsruimte. Het station is voorzien van tourniquets bij beide toegangen.
Naast de ingang onder het viaduct ligt een klein busstation met 3 perrons. Hier stoppen Qbuzz buslijnen 175 en 383 (snelBuzz).
Nesselande · De Tochten · Ambachtsland · Nieuw Verlaat · Hesseplaats · Graskruid · Alexander  · Oosterflank · Prinsenlaan · Schenkel · Capelsebrug · Kralingse Zoom · Voorschoterlaan · Gerdesiaweg · Oostplein · Blaak  · Beurs · Eendrachtsplein · Dijkzigt · Coolhaven · Delfshaven · Marconiplein · Schiedam Centrum  · Schiedam Nieuwland · Vlaardingen Oost · Vlaardingen Centrum · Vlaardingen West · Maassluis Centrum · Maassluis West · Steendijkpolder · Hoek van Holland Haven · Hoek van Holland Strand